# Vipera nikolskii
Vipera nikolskii är en ormart som beskrevs av Vedmederya, Grubandt och Rudayeva 1986. Vipera nikolskii ingår i släktet Vipera och familjen huggormar. Inga underarter finns listade i Catalogue of Life.
Arten förekommer i Ukraina och i angränsande områden av Ryssland, Rumänien och Moldavien. Honor föder levande ungar men rester av äggets mjuka skal finns vid födelsen kvar (ovovivipari ).
Populationen godkänns inte av alla zoologer som art. IUCN listar den som synonym till den vanliga huggormen.

## Bildgalleri

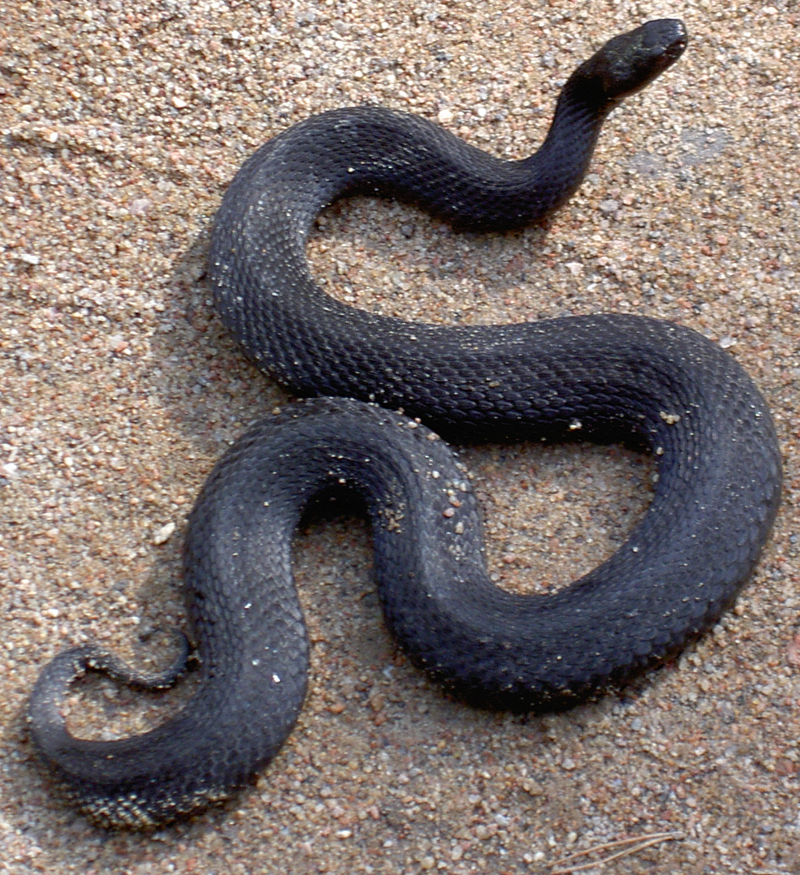